# 拉萨拉
拉萨拉（法語：La Sarraz）是瑞士联邦西部法语区的沃州下设的一个镇。在行政上属于莫尔日区管辖。拉萨拉的总面积为7.71平方公里。截至2010年底，总人口为2,178。

## 地理
拉萨拉位于莱芒湖以北，沃诺日河从中部穿过。

## 名胜
拉萨拉城堡（法語：Château de La Sarraz）